# Hylemera pauliani
Hylemera pauliani là một loài bướm đêm trong họ Geometridae.